# Madeline (série télévisée d'animation)
Pour les articles homonymes, voir Madeline.
Madeline est une série télévisée d'animation américaine en 78 épisodes de 26 minutes, créée d'après le personnage éponyme de Ludwig Bemelmans.
Elle a été diffusée pour la première fois en France le 1er décembre 1989 sur Canal+ dans Cabou Cadin puis à partir du 10 décembre 1994 sur France 3 dans Bonjour Babar. Au Canada, la série a été diffusée sur Radio-Canada, puis sur Canal Famille et TFO.

## Synopsis
Cette série met en scène les aventures d'une fille nommée Madeline vivant dans un internat pour jeune fille.

## Fiche technique
- Réalisation : Stan Phillips
- Scénario : Andy Heyward et Robby London
- Sociétés de production : DIC Entertainment

## Distribution

### Voix originales
- Tracey Lee Smythe : Madeline (saison 1), Danielle (saison 2)
- Andrea Libman : Madeline (saisons 2 et 3)
- Louise Vallance : Mademoiselle Clavel, Genevieve
- A. J. Bond (saison 1), David Morse (saison 2), Michael Monroe Heyward (saison 3) : Pepito
- Kelly Sheridan (en) (saison 1), Chantal Strand (en) (saison 3) : Danielle
- Kristin Fairlie (en) (saison 1), Veronika Sztopa (saison 2), Brittney Irvin (en) (saison 3) : Nicole
- Vanessa King (en) (saisons 1 et 2), Veronika Sztopa (saison 3) : Chloe
- Jim Byrnes : le chef Flambé, M. Moneybags, le conducteur du métro et voix additionnelles
- French Tickner : Monsieur Boniface
- Babs Chula : les autres petite filles

### Voix françaises
- Claire Guyot : Madeline
- Anne Calvert : Mademoiselle Clavel
- Barbara Tissier : Nicole
- Nicole Raucher : Danielle, Pepito
- Séverine Morisot : Chloé
- Pierre-François Pistorio : l'ambassadeur
- Jean Rochefort : le narrateur
- Michel Trouillet : adaptation